# Linguistica Uralica
Linguistica Uralica é uma revista internacional que trata de temas fino-úgricos e samoédicos. A revista é publicada em Tallinn, sob os auspícios da Academia de Ciências da Estônia.
O primeiro número foi emitido em 1963. Até 1989, o nome da revista era Sovetskoje Finno-ugrovedenije (em russo:  Советское финно-угрoведение).
Durante o espaço de um ano, quatro números são distribuídos. A circulação média é de 300 itens.
Editores-chefes:
- 1965-1990 Paul Ariste[1]
- 1990-1996 Paul Kokla[1]
- 1997-... Väino Klaus[1]